# Benetton B196
Benetton B196 je Benettonov dirkalnik Formule 1, ki je bil v uporabi v sezoni 1996, ko sta z njim dirkala Jean Alesi in Gerhard Berger. Kljub temu, da je v veliki meri temeljil na svojem uspešnem predhodniku B195, Benetton B196 ni ponovil uspehov svojega predhodnika. Trije najhitrejši krogi in deset uvrstitev na stopničke so sicer dokaz da je bil dirkalnik konkurenčen, toda za Alesija in Bergerja je bil dirkalnik ob zgornji meji svoje hitrosti v ovinkih pretežko vodljiv, ker je bil razvit še za Schumacherjev stil dirkanja. Zaradi tega sta dirkača tako na dirkah kot tudi na testiranjih in treningih uničila razmeroma veliko dirkalnikov.

## Popolni rezultati Formule 1
(legenda) (Odebeljene dirke pomenijo najboljši štartni položaj)
| Leto | Moštvo   | Motor       | Gume | Dirkača        | 1   | 2   | 3   | 4   | 5   | 6   | 7   | 8   | 9   | 10  | 11  | 12  | 13  | 14  | 15  | 16  | Toč | Prv |
| ---- | -------- | ----------- | ---- | -------------- | --- | --- | --- | --- | --- | --- | --- | --- | --- | --- | --- | --- | --- | --- | --- | --- | --- | --- |
| 1996 | Benetton | Renault V10 | G    |                | AVS | BRA | ARG | EU  | SMR | MON | ŠPA | KAN | FRA | VB  | NEM | MAD | BEL | ITA | POR | JAP | 68  | 3.  |
| 1996 | Benetton | Renault V10 | G    | Jean Alesi     | Ret | 2   | 3   | Ret | 6   | Ret | 2   | 3   | 3   | Ret | 2   | 3   | 4   | 2   | 4   | Ret | 68  | 3.  |
| 1996 | Benetton | Renault V10 | G    | Gerhard Berger | 4   | Ret | Ret | 9   | 3   | Ret | Ret | Ret | 4   | 2   | 13  | Ret | 6   | Ret | 6   | 4   | 68  | 3.  |